# Lacinipolia obscurior
Lacinipolia obscurior är en fjärilsart som beskrevs av Max Wilhelm Karl Draudt 1924. Lacinipolia obscurior ingår i släktet Lacinipolia och familjen nattflyn. Inga underarter finns listade i Catalogue of Life.